# David Mateus
David Mateus (ur. 7 lutego 1980 w Lizbonie) – portugalski rugbysta grający na pozycjach  środkowego lub skrzydłowego ataku, reprezentant kraju, uczestnik Pucharu Świata w 2007 roku.
Podczas kariery sportowej związany był z klubami CF Os Belenenses i Rugby Club Lisboa,  z którymi występował również w europejskich pucharach.
W reprezentacji Portugalii w latach 2003–2010 rozegrał łącznie 36 spotkań zdobywając 20 punktów. W 2007 roku został powołany na Puchar Świata, na którym wystąpił w dwóch meczach swojej drużyny.
Był też członkiem kadry kraju w rugby siedmioosobowym, z którą wystąpił między innymi na Pucharze Świata w 2009 i 2013.
Brat bliźniak Diogo Mateusa.